# بخش ملتان

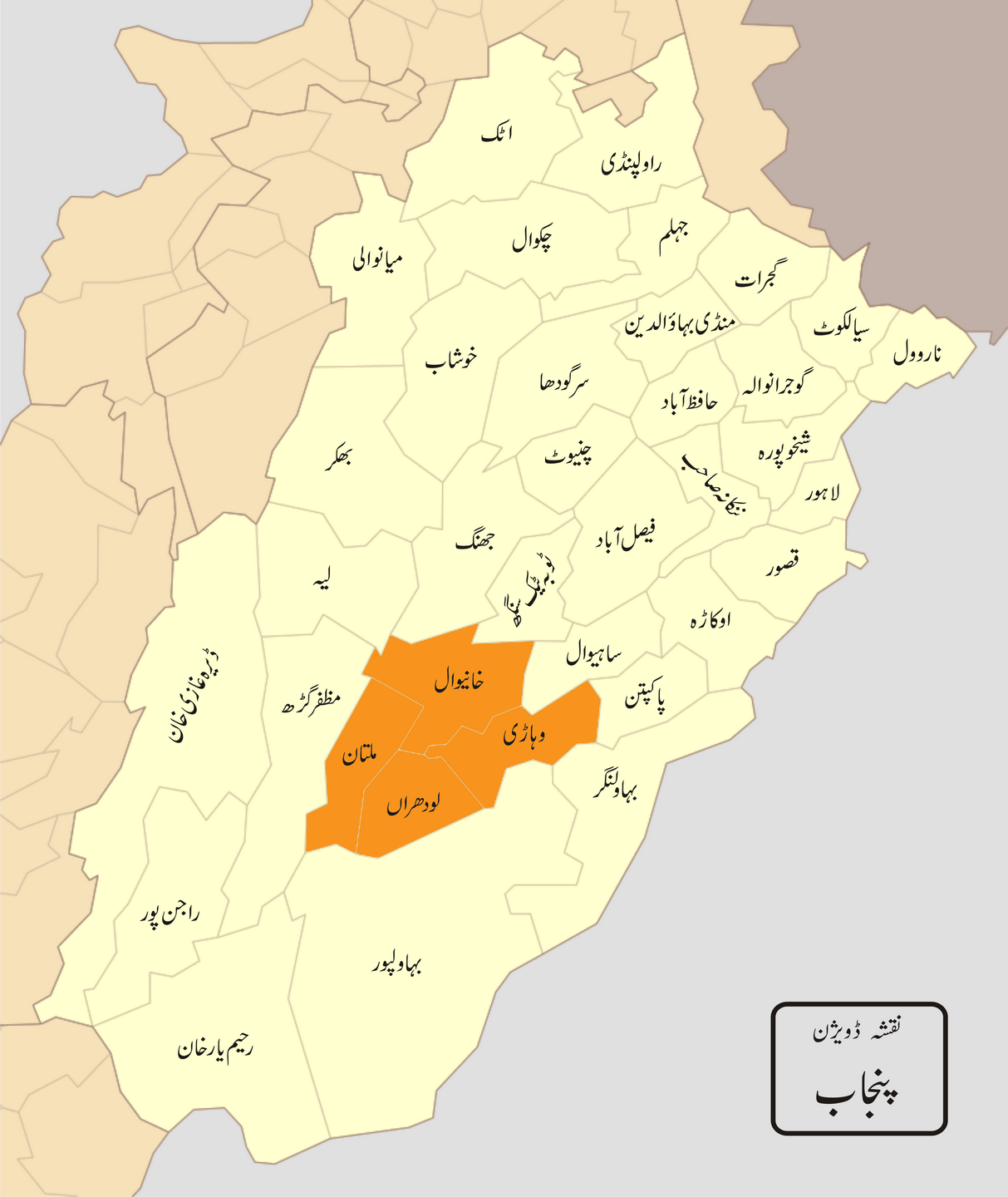
نمایی از نقشهٔ بخش مولتان در ایالت پنجاب - ۲۰۱۳

بخش مولتان (انگلیسی: Multan Division) یکی از بخش‌های پاکستان در ایالت پنجاب بود که در اصلاحات انجام‌گرفته در سال ۲۰۰۰، ساختار بخش در پاکستان حذف گردید. اما در سال ۲۰۰۸ مجدداً بازگردانده شد. ناحیه‌های آن عبارت بودند از:
- ناحیه خانیوال
- ناحیه لودهران
- ناحیه ملتان
- ناحیه وهاری